# Bernard Gravier
Bernard Rémy Léopold Adolphe Octave Gravier (Tolone, 20 febbraio 1881 – Parigi, 13 agosto 1923) è stato uno schermidore francese, vincitore di una medaglia d'oro nella scherma ai giochi olimpici.